# Westland Wapiti
Вестленд Вапіті (англ. Westland Wapiti) — британський багатоцільовий одномоторний літак міжвоєнного періоду. Розроблявся Westland Aircraft Works для заміни багатоцільового Airco DH.9A в Королівських ВПС Великої Британії і країнах Британської Співдружності.
На момент початку Другої світової війни «Вапіті» все ще залишався на озброєнні ВПС Індії, де використовувався як розвідувальний та для взаємодії з сухопутними військами
Названий на честь північноамериканського виду оленів — Вапіті.

## Історія
В 1926 році міністерство Авіації Великої Британії зробило запит на заміну багатоцільового біплану Airco DH.9A, при цьому новий літак мав використовувати максимальну кількість частин DH.9A для зменшення перерви в виробництві. Компанія Westland була одним з виробників DH.9A випустивши більше 400 екземплярів, тому була добре підготовлена для створення нового дизайну. Прототип під назвою «Вапіті» (англ. Wapiti) готовий на початку 1927 року мав крила, елерони, фюзеляжні розпірки і хвостову частину від DH.9A, але збільшений фюзеляж, нову кабіну і потужніший двигун — Bristol Jupiter VI.
Після перших тестів виявилось що кіль і кермо напряму треба збільшити, і з цими змінами «Вапіті» пройшов випробування, а Westland отримали перше замовлення на виготовлення літака їх дизайну. Перших 25 серійних «Вапіті» створювались за специфікацією F.26/27 і мали дерев'янні крила та задню частину фюзеляжу. Наступна специфікація 16/31 вимагала суцільнометалеву конструкцію, а в процесі виробництва також замінено двигун на Jupiter VIII. Останньою модифікацією стала навчальна «Вапіті» з подвійним керуванням запропонована в 1932 році.
До згортання виробництва в вересні 1932 року було випущено 517 «Вапіті» різних варіантів. Окрім Британії, літаки купляла Австралія, Китай і Південно-Африканська Республіка, остання також виготовила 27 «Вапіті» за ліцензією. Декілька літаків використовувались для випробувань, зокрема було створено варіант на поплавковому шасі, а також прототип «Вапіті» з закритою кабіною. Цей літак здійснив політ над горою Еверест в квітні 1933 року.
Першими отримали і випробували літаки пілоти 84-ї ескадрильї в Іраку ще в 1927 році. На початку Другої світової війни, «Вапіті» все ще стояли на озброєнні 5-ї, 27-ї і 60-ї ескадрильей в Індії, а також в Канадських і Південно-африканських ВПС.

## Тактико-технічні характеристики

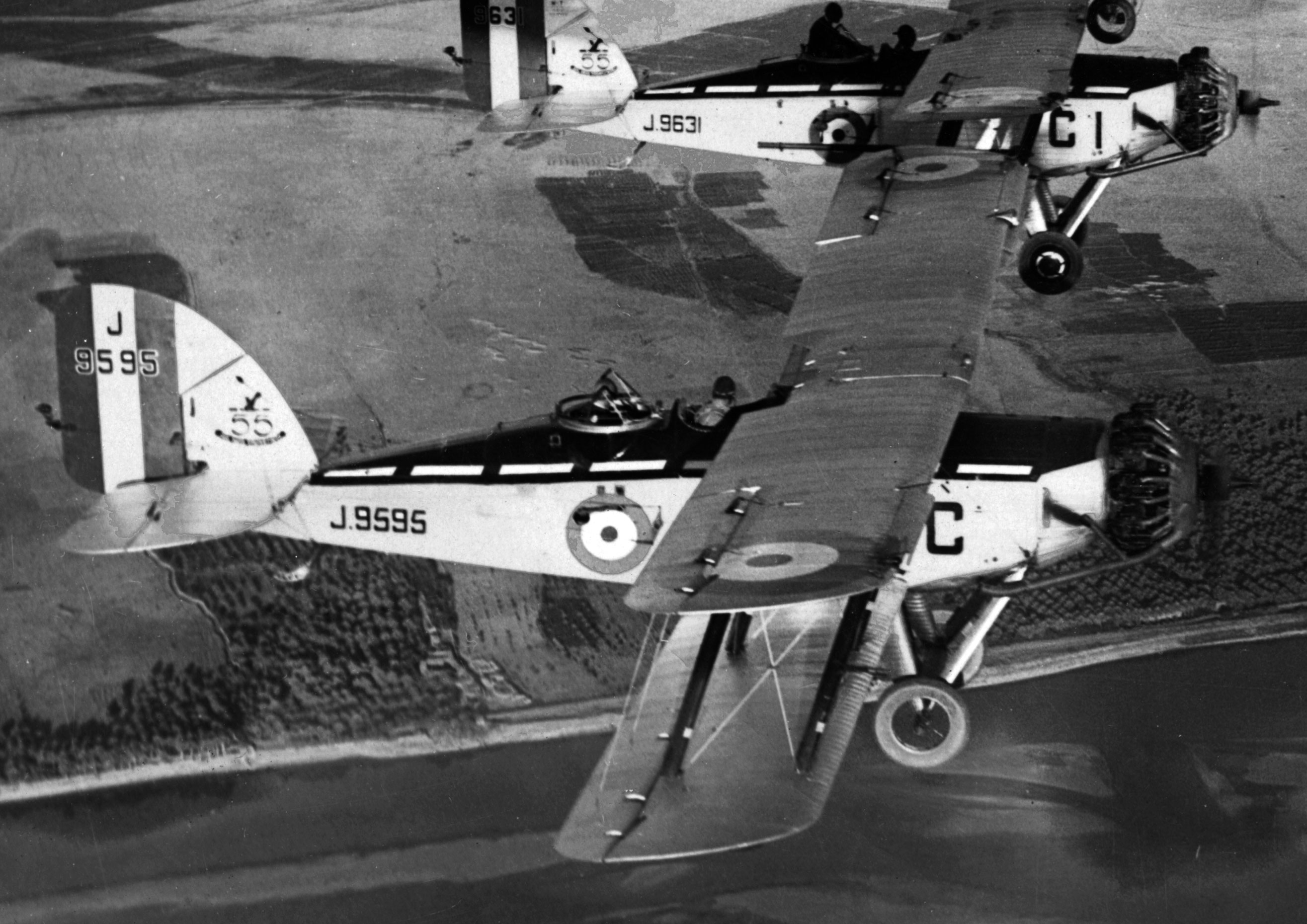
«Вапіті Mk.IIA» 55-ї ескадрильї.

Дані з Consice Guide to British Aircraft of World War II

### Технічні характеристики
- Екіпаж: 2 особи
- Довжина: 9,91 м
- Висота: 3,61 м
- Розмах крил: 14,15 м
- Площа крил: 43,48 м²
- Маса порожнього: 1442 кг
- Максимальна злітна маса: 2449 кг
- Двигун: Bristol Jupiter VIII
- Потужність: 550 к.с. к. с. (410 кВт)

### Льотні характеристики
- Максимальна швидкість: 217 км/год (на висоті 1525 м.)
- Крейсерська швидкість: 177 км/год
- Практична стеля: 6280 м.
- Дальність польоту: 579 км

### Озброєння
- Стрілецьке:
  - 1 × 7,7-мм курсовий кулемет
  - 1 × 7,7-мм кулемет Льюїса в кабіні стрільця
- Бомбове:
  - до 264 кг бомб